# Long Black Train
Long Black Train je debutové album amerického zpěváka Joshe Turnera sestávající z 11 písní, které bylo vydáno 14. října 2003. Dvě písně z alba jsou coververze, a to „You Don't Mess Around with Jim“ od Jima Croce a „The Difference Between a Woman and a Man“ od Douge Stona. Na žebříčku Billboard 200 dosáhlo nejvýše na 29. místo a v Top Country Albums vystoupalo na 4. příčku.

## Seznam skladeb
| Pořadí         | Název                                    | Hudba                       | Délka |
| -------------- | ---------------------------------------- | --------------------------- | ----- |
| 1.             | Long Black Train                         | Josh Turner                 | 4:10  |
| 2.             | In My Dreams                             | Casey Beathard, Tony Martin | 3:34  |
| 3.             | What It Ain't                            | Tim Mensy, Monty Criswell   | 3:27  |
| 4.             | I Had One One Time                       | Harley Allen, Don Sampson   | 3:16  |
| 5.             | Jacksonville                             | Turner, Pat McLaughlin      | 3:56  |
| 6.             | Backwoods Boy                            | Turner                      | 3:41  |
| 7.             | Unburn All Our Bridges                   | Jamie O'Hara                | 3:19  |
| 8.             | You Don't Mess Around with Jim           | Jim Croce                   | 3:18  |
| 9.             | She'll Go on You                         | Mark Narmore                | 4:03  |
| 10.            | Good Woman Bad                           | McLaughlin, Roger Younger   | 3:00  |
| 11.            | The Difference Between a Woman and a Man | Bobby Braddock              | 3:43  |
| Celková délka: | Celková délka:                           | Celková délka:              | 39:27 |

## Žebříčky
Na žebříčku Billboard 200 dosáhlo nejvýše na 29. místo a v Top Country Albums vystoupalo na 4. příčku.